# Classics in African Anthropology
Classics in African Anthropology  (Klassiker der afrikanischen Anthropologie) ist eine englischsprachige Buchreihe mit klassischen Werken der afrikanischen Anthropologie. Sie enthält wichtige vergriffene Werke der afrikanischen Anthropologie, sowohl aus dem International African Institute (IAI) in London als auch von anderen. Sie enthält unter anderem den berühnmten Sammelband African Worlds: Studies in the Cosmological Ideas and Social Values of African peoples („Afrikanische Welten: Studien über kosmologische Vorstellungen und soziale Werte afrikanischer Völker“) von Daryll Forde von International African Institute (Hamburg : LIT Verlag ; Oxford: James Currey with the IAI), mit einer Einführung von Professor Wendy James vom Institute of Cultural and Social Anthropology in Oxford.
Die neu aufgelegten Bände wurden mit neuen Einführungen versehen, die die Originale in den entsprechenden Kontext stellen.
Die folgende Übersicht erhebt keinen Anspruch auf Aktualität oder Vollständigkeit:

## Bände
- William Allan; Helen Tilley: The African husbandman. Münster : Lit Verlag : International African Institute, 2004.
- Okot p’Bitek; Frank Knowles Girling; Tim Allen: Lawino's people : the Acholi of Uganda. Wien ; Zürich LIT with the IAI [2019]
- Daryll Forde; International African Institute: African worlds : studies in cosmological ideas and social values of African peoples. Hamburg : LIT Verlag ; Oxford : James Currey with the IAI, 1999.
- Polly Hill: The migrant cocoa-farmers of Southern Ghana : a study in rural capitalism. Hamburg : Lit ; New Brunswick, NJ : Transaction Publishers [distributor], ©1997.
- G. I. Jones: The trading states of the oil rivers : a study of political development in eastern Nigeria.Oxford : James Currey, 2001.
- Ioan M. Lewis: A pastoral democracy : a study of pastoralism and politics among the Northern Somali of the Horn of Africa. Hamburg : Lit, 1999.
- John Middleton: Lugbara religion : ritual and authority among an East African people. Oxford : James Currey with the IAI, 1999.
- Sakky Falk Moore: Law as process : an anthropological approach (1978). Münster-Hamburg : Lit with the IAI ; Oxford : James Currey, 2000.
- Siegfried Frederick Nadel: A black Byzantium : the kingdom of Nupe in Nigeria. Münster : LIT Verl., 2001.
- Otto F. Raum: Chaga childhood a description of indigenous education in an East African tribe. Hamburg Lit 1997
- Audrey I. Richards; Henrietta Moore: Land, labour, and diet in Northern Rhodesia an economic study of the Bemba tribe. Münster Hamburg Lit 1995
- Isaac Schapera: A handbook of Tswana law and custom: compiled for the Bechuanaland Protectorate Administration / I. Schapera. With an introd. by C.F. Rey. New introd. by Simon Roberts. Münster Lit 1994
- Aidan W. Southall: Alur society : a study in processes and types of domination. Münster : Lit, 2004.
- Derrick J. Stenning: Savannah nomads : a study of the Wodaabe pastoral Fulani of Western Bornu Province Northern Region, Nigeria Münster : LIT Verlag, 1994.
- Monica Wilson; Francis Wilson; James G Ellison: Reaction to conquest : effects of contact with Europeans on the Pondo of South Africa / monograph. Münster Lit 2004